# آی‌پد پرو (مجموعه)
آی‌پد پرو (به انگلیسی: iPad Pro) خطی از رایانه های لوحی آی‌پد است که توسط شرکت اپل طراحی و توسعه و به بازار عرضه شده و از نوامبر ۲۰۱۵ در دسترس است. سیستم عامل این تبلت ها قبلا آی‌اواس بود اما از سال ۲۰۱۹ از سیستم عامل مخصوص اپل که برای تبلت ساخته شده به نام آی‌پداواس استفاده می کند. نسل فعلی که آی‌پد پرو نسل پنجم نام دارد که در ۲۱ مه ۲۰۲۱  در دو اندازه صفحه نمایش ۱۱ اینچ (۲۸ سانتی متر) و ۱۲/۹ اینچ (۳۳ سانتی متر) عرضه شد و از لحاظ حجم داخلی از ۱۲۸ گیگابایت شروع می شود و تا ۲ ترابایت موجود است.

## مدل ها
| نام             | آی‌پد پرو (نسل اول) | آی‌پد پرو (نسل دوم) | آی‌پد پرو‌ (نسل سوم) | آی‌پد پرو‌ (نسل چهارم) | آی‌پد پرو (نسل پنجم) |
| --------------- | ------------------ | ------------------ | ------------------ | -------------------- | ------------------- |
| تصویر           |                    |                    |                    |                      |                     |
| سال انتشار ساخت | ۱۱ نوامبر ۲۰۱۵     | ۱۳ ژوئن ۲۰۱۷       | ۷ نوامبر ۲۰۱۸      | ۲۵ مارس ۲۰۲۰         | ۲۱ مه ۲۰۲۱          |